# 크리스토퍼 저지
크리스토퍼 저지(Christopher Judge, 1964년 10월 13일 ~ )는 미국의 배우이다.

## 출연 작품
- 악몽의 미드나잇 (2018)
- 비포 더 보더 (2015)
- 노빌리티 (2015)
- 플래쉬스 (2014)
- LA 아포칼립스 (2014)
- 어비스: 메가 샤크 (2014)
- 노크 엠 데드 (2014)
- 리퍼 (2014)
- 드래곤 킹 레전드 (2012)
- 다크 나이트 라이즈 (2012)
- 데드 스페이스 - 애프터매스 (2011)
- 파라독스 (2010)
- 스타게이트 - 컨티넘 (2008)
- 스타게이트 - 진실의 상자 (2008)
- 독스 브렉퍼스트 (2007)
- 스노우 독스 (2002)
- 아웃 오브 라인 (2001)
- 안드로메다 (2000)
- 엑스맨 - 에볼루션 (2000)
- 스타게이트 - 시리즈 (1997)
- 전선 위의 참새 (1990)